# 李修源
李修源（1939年10月—），男，江西萍乡人，中华人民共和国政治人物，二级大法官，曾任江西省高级人民法院院长、党组书记，江西财经大学、武汉大学法学院兼职教授。